# Пол Орндорф
Пол Парлетт Орндорф-молодший (29 жовтня 1949 — 12 липня 2021), на прізвисько «Містер Чудовий» (англ. Mr. Wonderful), був американським професійним реслером і гравцем у футбол в коледжі, найбільш відомим завдяки своїм виступам у Всесвітній Федерації Рестлінгу (WWF) та World Championship Wrestling (WCW).
Після семи років роботи в Національному Альянсі Реслінгу (NWA) Орндорф став зіркою періоду буму реслінгу WWF 1980-х років і багато виступав разом з менеджером Боббі Хінаном і чемпіоном Халком Хоганом, в тому числі в головних подіях перших WrestleMania і Survivor Series. З незалікованою травмою шиї він покинув WWF і перейшов до WCW на початку 1990 року, де виграв Телевізійне Чемпіонство Світу WCW та Командне Чемпіонство Світу WCW з Полом Ромою (в команді під назвою «Pretty Wonderful»).
Атрофія руки через її травму змусила піти Пола на пенсію у 2000 році, а в 2011 році він лікувався від раку. Після завершення кар'єри він тренував борців-початківців. У 2005 році Орндорф був включений до Зали слави WWE, а в 2009 році — до Зали слави Національного Альянсу Реслінгу (NWA).